# 明秀大眼蟹
明秀大眼蟹（学名：Macrophthalmus definitus）为沙蟹科大眼蟹属的动物。在中国大陆，分布于海南岛、福建等地，生活环境为海水，常栖息于港湾泥滩的洞穴中。